# Foadan FC
El Foadan FC es un equipo de fútbol de Togo que juega en el Campeonato nacional de Togo, la liga de fútbol más importante del país.

## Historia
Fue fundado en el año 1974 en la ciudad comercial de Dapaong, ubicada al norte de Togo. Nunca han sido campeones de liga y su logro más importante hasta el momento ha sido ganar el torneo de copa nacional en 1985, siendo finalista en otros dos torneos.
A nivel internacional han participado en 1 torneo continental, la Recopa Africana 1986, en la que fueron eliminados en los cuartos de final por el AS Sogara de Gabón.

## Palmarés
- Copa de Togo: 1

1985
- - Finalista: 1

2004
- Copa de la Independencia: 0
  - Finalista: 1

2007

## Participación en competiciones de la CAF
| Temporada | Torneo          | Ronda            | Club            | Casa | Visita | Global |
| --------- | --------------- | ---------------- | --------------- | ---- | ------ | ------ |
| 1986      | Recopa Africana | 1                | SC Gagnoa       | 3-0  | 1-2    | 4-2    |
| 1986      | Recopa Africana | 2                | Mighty Barrolle | 2-0  | 2-3    | 4-3    |
| 1986      | Recopa Africana | Cuartos de final | AS Sogara       | 1-3  | 1-2    | 2-5    |